# Castelbianco
Castelbianco (im Ligurischen: Castregianco) ist eine italienische Gemeinde mit 324 Einwohnern (Stand 31. Dezember 2023) in der Provinz Savona in Ligurien. 
Die Fraktion Colletta ist Mitglied der Vereinigung I borghi più belli d’Italia (Die schönsten Orte Italiens). 

## Geographie

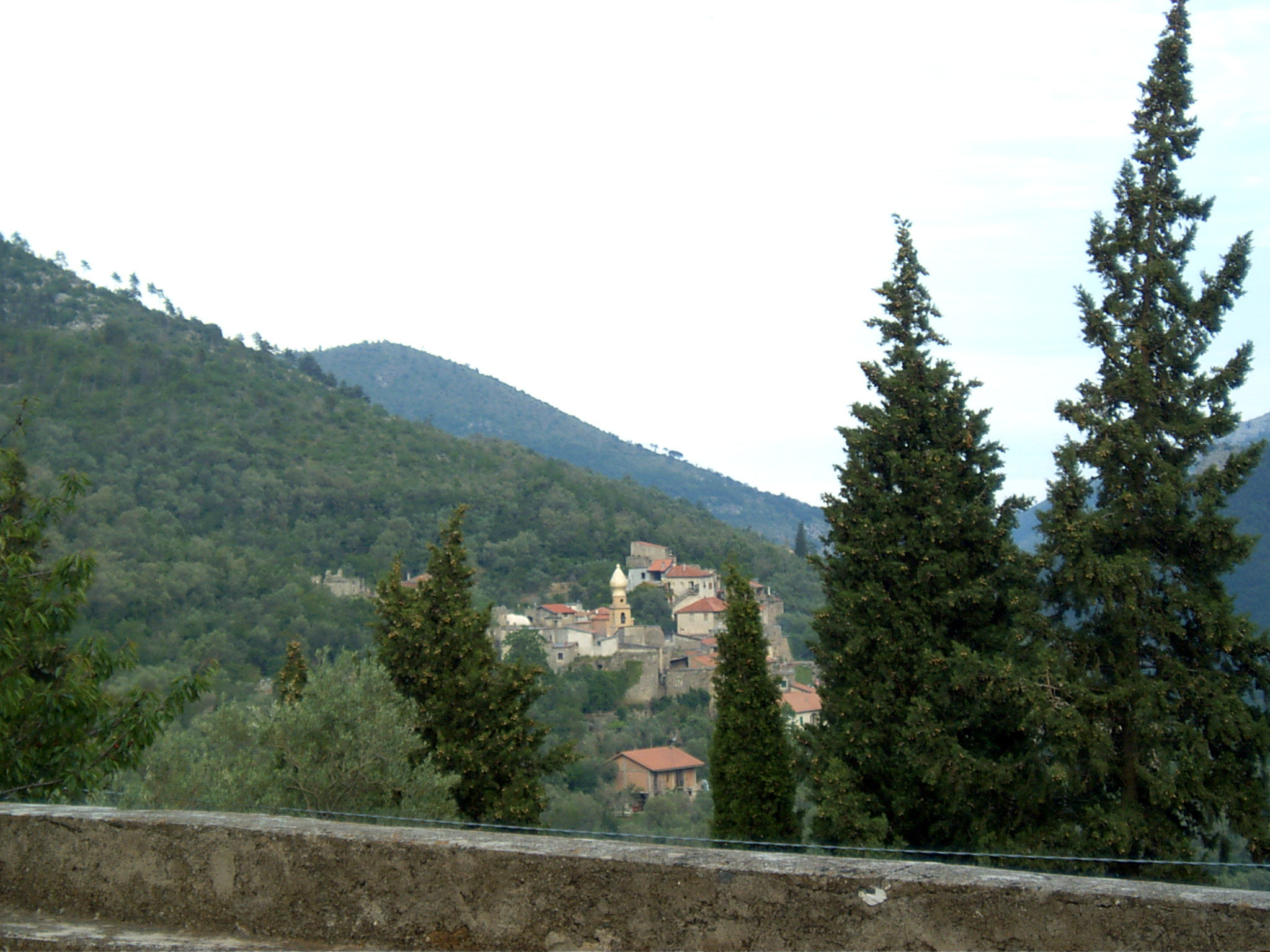
Blick auf die Siedlung Vesallo

Castelbianco liegt im geologisch rauen Valle Pennavaire. Der Monte Castell’Ermo, der sich mit seinen 1092 Metern Höhe, auf der Provinzgrenze nach Imperia befindet, ist das bedeutendste Naturmonument in der unmittelbaren Umgebung der Gemeinde. An den Hängen des Monte Alpe (1056 Meter) liegen die vier Hauptsiedlungen Veravo, Colletta, Oresine und Vesallo. Letztere wurde bei einem Erdbeben 1887 stark verwüstet.
Castelbianco gehört zu der Comunità Montana Ingauna und ist circa 60 Kilometer von der Provinzhauptstadt Savona entfernt.
Nach der italienischen Klassifizierung bezüglich seismischer Aktivität wurde die Gemeinde der Zone 3 zugeordnet. Das bedeutet, dass sich Castelbianco in einer seismisch wenig aktiven Zone befindet.

## Klima
Die Gemeinde wird unter Klimakategorie E klassifiziert, da die Gradtagzahl einen Wert von 2126 besitzt. Das heißt, die in Italien gesetzlich geregelte Heizperiode liegt zwischen dem 15. Oktober und dem 15. April für jeweils 14 Stunden pro Tag.